# Stade Domingo-Burgueño-Miguel
Le stade Domingo-Burgueño est un stade à Maldonado, en Uruguay. Il est utilisé pour le football et le rugby, le Club Deportivo Maldonado et le Club Atlético Atenas y jouent leurs matchs à domicile. Le stade a une capacité de 17 172 places.
Il accueille chaque année le tournoi d'Uruguay de rugby à sept, l'un des principaux événements de rugby à sept en Amérique du Sud, qui fait partie des World Rugby Sevens Series. Depuis 2016, des matchs de l' équipe de rugby d'Uruguay s'y jouent pour l'Americas Rugby Championship.

## Histoire
Le stade est ouvert le 21 juillet 1994, il est nommé d'après l'homme politique Domingo Burgueño Miguel. Il a été remodelé pour la Copa América 1995 où il accueille cinq matchs, dont une demi finale et le match pour la troisième place.
Le stade accueille également plusieurs classiques du football uruguayen entre le Peñarol et le Club Nacional ainsi que la finale de la Copa Sudamericana 2023. 

## Événements
- Copa América 1995
- Championnat des moins de 17 ans de la CONMEBOL 1999
- Championnat des moins de 20 ans de la CONMEBOL 2003
- Championnat d'Amérique du Sud de rugby à sept 2008
- Championnat des moins de 20 ans de la CONMEBOL 2015
- Americas Rugby Championship 2016
- Coupe du monde féminine de football des moins de 17 ans 2018

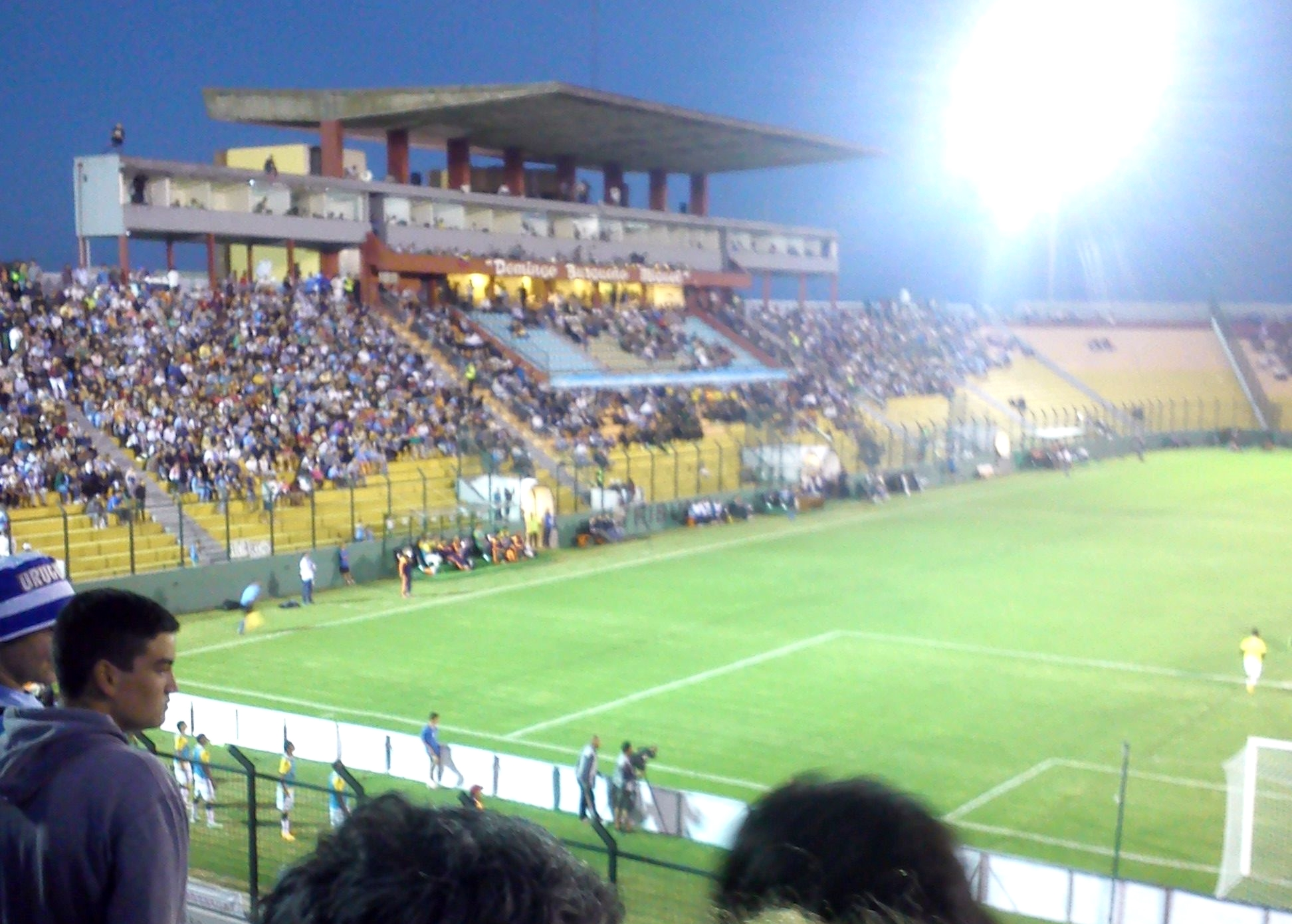
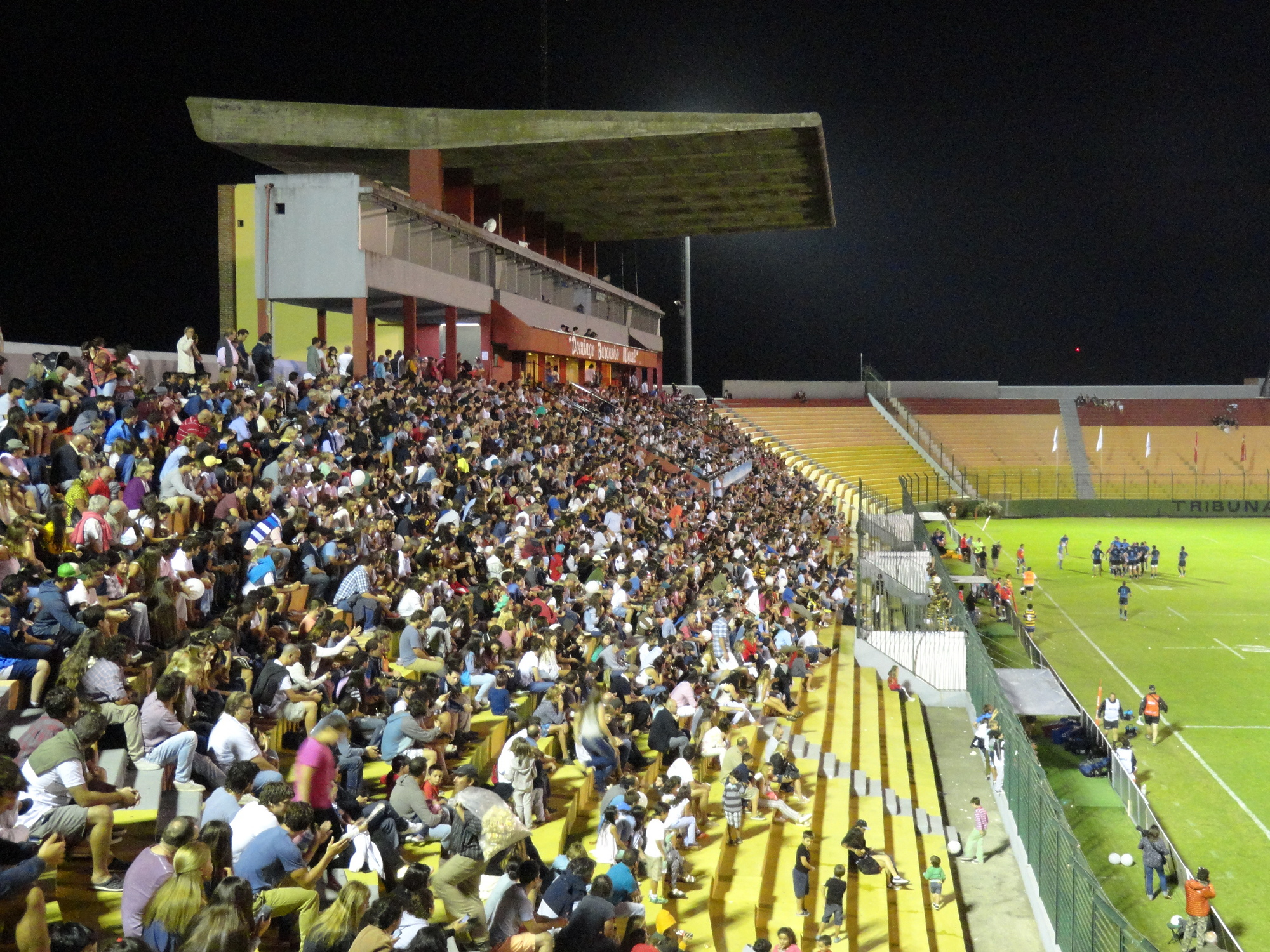

- Supercoupe d'Uruguay 2020
- Supercoupe d'Uruguay 2022